# Boek van de maand (Bruna)
Onder de titel Boek van de Maand verschenen tussen 1945 en 1956 in het fonds van A.W. Bruna Uitgevers in Utrecht boeken met titels van auteurs als Havank, Simenon, Bob van Oyen, Leslie Charteris en F.R. Eckmar (Jan de Hartog). Ze werden uitgegeven in een roodlinnen band met kleurige omslagen onder andere ontworpen door Tanner, pseudoniem van Rein van Looy, en Dick Bruna. De prijs per deel bedroeg ƒ 3,95.

## Bekende titels, waarschijnlijk niet compleet
- Werda: Ratten in de zwarte beer, z.j.
- James M. Fox : Geen grapjes alsjeblieft !
- James M. Fox: Kaas uit de muizenval 1948
- Hammond Innes: Het gebeurde op Hazelwood.
- Sapper: Wraak
- Gerard Faule: Waar is mijn vrouw ?
- Francis Durbridge: Paul Vlaanderen en het mysterie van de Ruitenboer 1948
- Francis Durbridge: Paul Vlaanderen en het Z mysterie 1950
- Francis Durbridge: Paul Vlaanderen en de mannen van de voorpagina
- Francis Durbridge: Paul Vlaanderen trekt van leer
- Francis Durbridge: Paul Vlaanderen en het mysterie van de Markies 1949
- Zane Grey: Ridders der Prairïen
- Tjeerd Adema: De wereld zonder mannen 1949
- F.R. Eckmar (Jan de Hartog) Ratten op de trap
- Ine van Etten: De moord in het openlucht museum (omslag Dick Bruna)
- Peter Cheney: En toen begon de muziek /[vert. uit het Engels: Eva Raedt de Canter]
- Peter Cheney; De duistere straat / P. Cheyney ; vertaling [uit het Engels]: J.W  Staalman 1952
- Peter Cheney: Een vrouw ziet nergens tegen op 1949
- Peter Cheney: Jouw beurt jongedame 1949
- Peter Cheney: Bericht van een dode
- Peter Cheney: Van het een komt het ander 1950
- Peter Cheney: De duistere held 1953
- Peter Cheney: Begrijp me niet verkeerd 1948
- Peter Cheney: Duister intermezzo 1949
- Peter Cheney: Dat had je niet gedacht 1950
- Peter Cheney: Duister Bahama 1955
- Sidney Horler: Gevaar
- Sidney Horler: De dood komt naar Twelvetree   1948.
- Nelly Folpmers: De dood kwam onverwachts
- Eline Capit: Van onbesproken gedrag
- Het groene oog van Siva / F. de Sinclair , = August Herman van der Feen  Jaar: [1948]
- Het dossier X.3 / F de Sinclair: 1950
- Het huis der verschrikking / F. de Sinclair 1947
- Everhardus, pas op! / F. de Sinclair 1948
- Maigret en het weeuwtje / Georges Simenon; [vert. uit het Frans: J. F. Kliphuis 1951]
- Maigret zoekt een dode / Georges Simenon ; [vert. uit het Frans: Herman Schratenbach  1953
- De vriendin van mevrouw Maigret / Georges Simenon (omslag Dick Bruna)
- Chez Maigret / Georges Simenon ; [omslag en vertaling Dick Bruna] 1952
- Maigret op vacantie/Georges Simenon
- Maigret mijn vriend/Georges Simenon (omslag Dick Bruna)
- Maiget in New York/Georges Simenon (omslag Dick Bruna)
- Maigret op Place de la Concorde/Georges Simenon
- Bulldog Drummond in Dartmoor / Sapper (1888-1937) = Herman Cyril McNeile
- Camera loopt / Antonius Martinus Henricus Roothaert (1896-1967) [1952]
- Bob van Oyen: IJsvogel en de rebel 1954 (omslag Dick Bruna)
- Onrust op Raubrakken 1950/ A. Roothaert
- Chinese handwassing / Antonius Martinus Henricus Roothaert 1952
- De moord op Duivendak / Ids van der Ploeg (1889-)  1948
- Het Sloehill mysterie / Phill Philips: 1948 (omslag Tanner)
- Na afloop moord / Bob van Oyen = Jan van Beek Jaar: 1953
- Het dagboek van Daatje / ingeleid en opgeschreven door Johan Luger
- De zonderlinge reizen van meneer Kranenburg  Johan Luger (1887-1964) 1949
- Een roos in het knoopsgat / Halbo Christiaan Kool (1907-1968) 1948
- Post voor een dode / Lambertus Marian Japin (1926-1969) 1954 (omslag Dick Bruna)
- Moord is maar kinderspel / Bert Japin 1955
- Vier vreemde vrienden / Havank is Hendricus Fredericus van der Kallen  (omslag Tanner)
- Griezelverhalen/Havank
- De man uit de verte/Havank
- De Schaduw is terug/Havank 1946
- Lijk halfstok/Havank 1948
- De versierde bedstee/Havank 1949
- Schaduw...waarom? /Havank 1949
- De Weduwe en de wilgen/Havank 1950
- Deurwaardersdelirium/Havank 1950
- Het geheim van de zevende sleutel/Havank 1951
- Circus Mikkenie/Havank 1953
- Er klopt iets niet / Havank 1950
- Spaanse Pepers/Havank 1954 (Dick Bruna omslag)
- Dodemans dollars/Havank 1955
- De Schaduw & Co/Havank 1957
- Havank Omnibus/Havank 1953
- De N.V. "Mateor" / Havank: 1949
- In memoriam de Schaduw / Havank 1949
- Het raadsel van de drie gestalten / Havank 1953
- Het spookslot aan de Loire / Havank: 1953 (omslag Dick Bruna)
- De cycloop / Havank: 1952:
- De verkavelde bruidegom/Havank 1952
- Hoofden op hol/Havank 1955 (omslag Tanner)
- De Schaduw grijpt in / Havank (omslag Tanner)
- Polka Mazurka / Havank: [1939]
- Het mysterie van St. Eustache / Havank: 1951
- De Schaduw contra de drie dartele doodgravers / Havank: [1953]
- De zwarte Pontifex / Havank: 1952 (omslag Dick Bruna)
- Het probleem van de twee hulzen / Havank: 1951
- Moorddadige meimaand / Harriët Freezer =  Wilhelmina Wolsak-Eybergen  1955
- Kaas uit de muizenval / James M. Fox ; vert. door J.F. Kliphuis 1948
- Krenten en rozijnen / Madzy Ford: [ca. 1957]  (omslag Dick Bruna)
- Telefoon uit Maastricht / Theo M. Eerdmans (1922-1977)  1955
- Wolven en de schapen / Eline Capit (1921-1997): 1953
- Vrijwel op slag / Cornelis Buddingh' (1918-1985): 1953 (omslag Dick Bruna)
- Oponthoud in Rome: Johannes Frederik van den Broek (1926-1997)
- Bob van Oyen: IJsvogel en de malle maagden 1955
- Leslie Charteris ;De Saint en de vlinder , [vertaling E. Raedt de Canter] 1951 ,Stofomslag van Tanner.
- Leslie Charteris; De Saint en de zieke professor  , 1952
- Leslie Charteris; De Saint in het harnas  (vert.: Havank) 1951
- Leslie Charteris; De zwarte markt , vertaling uit het Engels door W.J. Merckens,1949
- Leslie Charteris; De Saint speelt met de dood / vert. uit het Engels,  C. Buddingh 1955
- Leslie Charteris; De Saint "doet" Europa , vertaling J.W. Staalman 1954 (omslag Dick Bruna)
- Leslie Charteris; De tijger (omslag Dick Bruna)
- Leslie Charteris: De Saint en de zangeres (omslag Dick Bruna)
- Leslie Charteris: De Saint en de financiers
- Leslie Charteris: De Saint en de vrolijke straatrover
- Leslie Charteris: De Saint overboord
- Leslie Charteris: De Saint stichting
- Leslie Charteris: De Saint duikt op
- Leslie Charteris: Dievenkermis
- Leslie Charteris: Volg de Saint
- Leslie Charteris: De Saint in het harnas 1951
- Leslie Charteris: De Saint in Miami 1950 (omslag Tanner)
- Leslie Charteris: De Saint in New York
- Leslie Charteris: De Saint op het oorlogspad 1949
- Leslie Charteris: De Saint rijdt een scheve schaats 1953 (omslag Dick Bruna)
- Leslie Charteris: De Saint spreekt met de dood 1955
- Leslie Charteris: De Saint treedt op 1951
- Leslie Charteris: Ridder Templar 1952
- Leslie Charteris: De Saint trekt westwaarts 1959
- Leslie Charteris: De Saint en de blinde bedelaar 1950
- Leslie Charteris: De Saint en de erfgenaam 1952
- Leslie Charteris: De Saint en de manke eend 1953
- Leslie Charteris: De wraak van de Saint 1952
- Leslie Charteris: Zijne Hoogheid de Saint 1954
- Leslie Charteris: Pro en contra de Saint 1950
- Leslie Charteris”De schrik der dieven
- Joop van den Broek: Zo gaat dat in Bangkok (omslag Dick Bruna)
- Joop van den Broek: Parels voor Nadra 1953
- Joop van den Broek: Passagier voor Casablanca 1954
- Eric Ambler: Grafschrift voor een spion 1952
- Georges Simenon: Maigret en het weeuwtje 1951
- Georges Simenon: Het pistool van Maigret 1964 (omslag Dick Bruna)
- J.F. Kliphuis: De groene tijger 1955
- Lex van der Tuyn Walema/ Passagiers voor Casablanca 1954